# OCEAN
OCEAN è un marchio italiano di elettrodomestici dell'OCEAN Group, nel passato insieme a Sangiorgio Elettrodomestici e SAMET, utilizzato soprattutto per i prodotti del freddo come frigoriferi, congelatori orizzontali e verticali, combinati, cantine, espositori, conservatori per gelati, vetrine refrigerati, ma anche per scaldabagni elettrici, dispensatori d'acqua e condizionatori.

## Storia
Nel 1947 a Verolanuova, nel bresciano, il signor Angelo Nocivelli, assieme al primogenito Luigi, avviò un'officina che si occupava della costruzione di stabilizzatori di tensione per i televisori, componenti elettronici che all'epoca erano un'innovazione tecnologica assoluta, offrendo quindi un mercato dalle grandi potenzialità. Nel 1957 la ditta assunse la ragione sociale Officine Costruzioni Elettriche Angelo Nocivelli, diventando nota con l'acronimo OCEAN.
Gli altri due figli di Nocivelli, Gianfranco e Bruna, entrarono anch'essi nell'azienda. Nel frattempo venne mutato il tipo di produzione specializzandosi nella fabbricazione di congelatori.
Gli anni del boom economico videro la ditta dei Nocivelli trasformarsi da piccola impresa artigianale a un'azienda di livello industriale. I prodotti dell'azienda bresciana furono inizialmente destinati esclusivamente ai mercati esteri. Nel 1973 i Nocivelli diedero vita alla El.Fi. Elettrofinanziaria S.p.A., holding finanziaria, nella quale la OCEAN venne inglobata, che avviò una politica di espansione produttiva verso altri settori con l'acquisizione di diverse aziende come la Delchi (1976), la Zanussi Climatizzazione (1983), la Sangiorgio elettrodomestici (1984), la SAMET (1986), le Officine Filiberti (1988) e la creazione della Compagnia generale d'alluminio a Cividale del Friuli.
Alla fine degli anni ottanta, il Gruppo Nocivelli contava 1250 dipendenti e un fatturato di 230 miliardi di lire (1987) e si era imposto come uno dei maggiori produttori italiani di elettrodomestici.
Ulteriori acquisizioni di aziende effettuate dalla El.Fi. si verificarono nel corso degli anni novanta, e si trattò di aziende straniere. Si cominciò dalla francese Brandt, a cui fecero seguito la tedesca Blomberg e la sua controllata austriaca Elektra Bregenz (1992).
La El.Fi. divenne così il quarto gruppo europeo nel settore degli elettrodomestici e nel 1997 venne quotato alla Borsa di Parigi, fatturando annualmente oltre 2 600 miliardi di lire e contando 9 460 dipendenti. Un'ulteriore espansione arrivò nel 2000 con l'acquisizione della francese Moulinex, la quale si fuse con la Brandt, dando vita al gruppo Moulinex-Brandt.
Nel 2001 il nuovo Gruppo che si era formato venne travolto da una grave crisi che portò al suo fallimento. La OCEAN andò in amministrazione controllata e nel 2002 venne rilevata dalla israeliana ElcoBrandt, assieme allo storico stabilimento di Verolanuova, che contava 750 addetti e una produzione annua di 350.000 pezzi. Nel 2005, la ElcoBrandt venne rilevata dalla spagnola Fagor, e con essa anche i marchi OCEAN e Sangiorgio.
Nel 2017 i marchi OCEAN, SAMET e Sangiorgio (solo per il mercato italiano) vennero rilevati dall'OCEAN Group.
Il marchio OCEAN dal 2018 è dato in licenza per uso esclusivo alla cinese Midea group, per lanciarsi nel mercato grazie ad un brand storico e conosciuto.